# Sidney Bittencourt

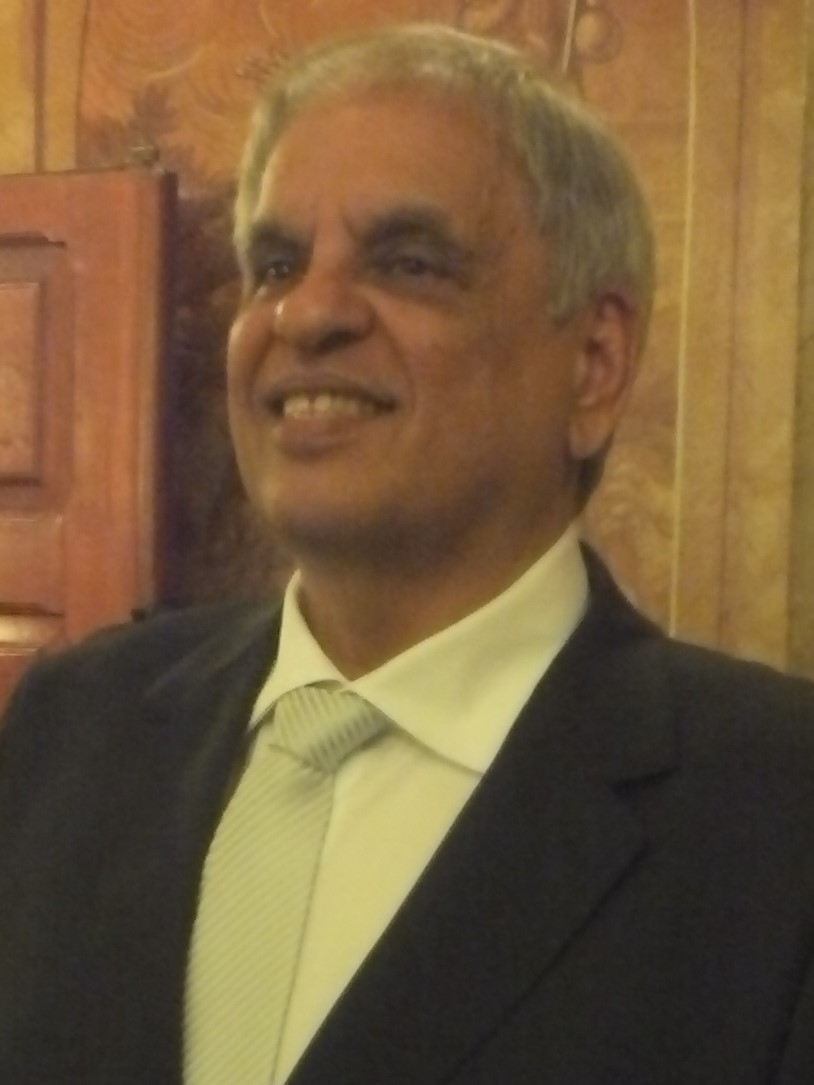
Sidney Bittencourt

Sidney Bittencourt (Rio de Janeiro) é um  jurista e professor brasileiro. Administrativista, especialista em licitações, convênios e contratos administrativos.
É autor de inúmeras obras jurídicas, destacando-se, entre outras:
- Licitação Passo a Passo, comentando todos os artigos da antiga Lei Geral de Licitações (Lei nº 8.666/1993, atualizada); e o
- Nova Lei de Licitações Passo a Passo (Comentando todos os artigos da Nova Lei de Licitações e Contratos Administrativos - Lei nº 14.133/2021).

## Biografia
Sidney Bittencourt, mestre em Direito pela UGF, lecionou em cursos de pós-graduação da Universidade Gama Filho, da Fundação Getúlio Vargas e de várias outras instituições de ensino superior.
É considerado o mais prolífico autor brasileiro de obras sobre a temática jurídica das licitações e contratos, sua especialidade.

## Livros publicados
- Em ordem alfabética:
- A Nova Lei das Estatais - Novo Regime de Licitações e Contratos nas Empresas Estatais - Lei 13.303/2016  ·
- A nova lei de direito autoral anotada  ·
- A participação de cooperativas em licitações públicas  ·
- As licitações públicas e o novo estatuto das microempresas (LC 123/06)    ·
- Comentando as licitações públicas (DVD/Vídeo)  ·
- Comentários à Lei Anticorrupção   ·
- Comentários à Lei de Crimes contra o Meio Ambiente e suas Infrações Administrativas    ·
- Comentários à Lei nº 13.469, de 26 de junho de 2017 - Novo Código de Defesa dos Usuários de Serviços Públicos   ·
- Comentários ao Pregão (DVD/Vídeo)  ·
- Comentários ao Simples  ·
- Comentários ao Decreto nº 3.555/2000 e ao Regulamento do Pregão    ·
- Contratando sem Licitação - Leis nºs 14.133/2021 e 13.303/2016  ·
- Contratos Administrativos para provas, concursos e agentes públicos  ·
- Contratos da Administração Pública   ·
- Convênios Administrativos (e outros instrumentos de transferência de recursos públicos)  ·
- Curso básico de contratos administrativos   ·
- Curso básico de licitação   ·
- Direito Administrativo – Legislação Completa   ·
- Infrações e Crimes Licitatórios - Lei nº 14.133/2021 (com avaliação das Sanções e Penas)  ·
- Licitação através do Regime Diferenciado de Contrações Públicas – RDC   ·
- Licitação de Informática  ·
- Licitação de Passo a Passo - Comentando todos os artigos da Lei nº 8.666/93   ·
- Licitação de Registro de Preços (Comentários ao Decreto nº 7.892/13, alterado pelo Decreto nº 9.488/2018)   ·
- Licitação de Tecnologia da Informação – TI (Contratações de bens e serviços de informática)  ·
- Licitações Internacionais   ·
- Licitações para contratação de serviços continuados ou não - A terceirização na Administração Pública  ·
- Licitações Públicas para Concursos   ·
- Licitações Sustentáveis - O poder de compra do Estado fomentando o desenvolvimento sustentável   ·
- Manual de Convênios Administrativos (Também enfocando os Contratos de Repasse e os Termos de Parceria)   ·
- Nova Lei de Licitações e Contratos Administrativos (Curso Básico - Lei nº 14.133/2021)  ·
- Nova Lei de Licitações Passo a Passo (Comentando todos os artigos da nova lei nº 14.133/2021)  ·
- Novo Pregão Eletrônico (Comentários ao novo Decreto nº 10.024, de 20/09/2019)  ·
- Parceria Público-Privada Passo a Passo – PPP - Comentários à Lei nº 11.079/04, que institui normas gerais para licitação e contratação de PPP na Administração Pública  ·
- Pregão Eletrônico   ·
- Pregão Passo a Passo   ·
- Pregão Presencial   ·
- Questões polêmicas sobre licitações e contratos administrativos   ·
- Temas controvertidos sobre licitações & contratos administrativos